# Flassans-sur-Issole
Flassans-sur-Issole – miejscowość i gmina we Francji, w regionie Prowansja-Alpy-Lazurowe Wybrzeże, w departamencie Var.
Według danych na rok 1990 gminę zamieszkiwało 1501 osób, a gęstość zaludnienia wynosiła 34 osoby/km² (wśród 963 gmin regionu Prowansja-Alpy-W. Lazurowe Flassans-sur-Issole plasuje się na 310. miejscu pod względem liczby ludności, natomiast pod względem powierzchni na miejscu 176.).